# 梅栄堂
株式会社梅栄堂（ばいえいどう）は大阪府堺市堺区に本社を置く、香木・線香の製造販売企業である。1657年（明暦3年）創業の老舗である。

## 会社概要
1657年に堺で「沈香屋作兵衛」として創業される。のちに明治期に入り、「中田梅栄堂」と称し現在に至る。現在の代表は大和屋覚右衛門から十六代目当主が勤める。老舗企業がひしめく、線香・香木の世界の中で、現在も老舗中の老舗として、その名を呈し続けている。
代々受け継がれている沈香・白檀などを用いた伝統線香のほかに、アロマテラピー香料を原料とした線香や、身近な食品などの香りの線香を販売するなど幅広い香関連商品を取り扱う。

## 主要ブランド
- 好文木（こうぶんぼく）
  - 特選 好文木
  - 家伝 好文木
  - 微香 好文木
  - 沈香 好文木
  - 白檀 好文木
  - さわやか 好文木
- 開運香
- 聚香國
- AKIKOシリーズ
- 新しい香りを楽しむシリーズ
  - 残香飛（ざんこうひ）珈琲の香りの線香
  - 残香飛ブラック
  - 一期香（いちごこう）苺の天然香料を使用した線香
  - 文々香（ぶんぶんこう）蜂蜜の香りを練りこんだ線香
  - 煎香茶（せんこうちゃ）緑茶を練りこんだ線香